# Laziště (Králova Lhota)
Laziště je vesnice, část obce Králova Lhota v okrese Písek v Jihočeském kraji. V roce 2011 zde trvale žilo 57 obyvatel.

## Historie
První písemná zmínka o vesnici pochází z roku 1790.

## Obyvatelstvo
| Rok            | 1869 | 1880 | 1890 | 1900 | 1910 | 1921 | 1930 | 1950 | 1961 | 1970 | 1980 | 1991 | 2001 | 2011 | 2021 |
| -------------- | ---- | ---- | ---- | ---- | ---- | ---- | ---- | ---- | ---- | ---- | ---- | ---- | ---- | ---- | ---- |
| Počet obyvatel | 276  | 299  | 254  | 240  | 238  | 231  | 201  | 147  | 166  | 132  | 120  | 81   | 54   | 57   | 66   |
| Počet domů     | 38   | 38   | 41   | 36   | 36   | 35   | 39   | 42   | 44   | 41   | 41   | 41   | 47   | 39   | 48   |

## Obecní správa
Při sčítání lidu v letech 1850–1879 Laziště bylo osadou obce Varvažov v okrese Písek. V letech 1880–1899 bylo osadou obce Nevězice v okrese Písek. V letech 1930–1962 bylo samostatnou obcí v okrese Písek. Od roku 1964 je částí obce Králova Lhota v okrese Písek.
Laziště 1. díl: Při sčítání lidu v letech 1900–1929 Laziště 1. díl bylo osadou obce Nevězice v okrese Písek.
Laziště 2. díl: Při sčítání lidu v letech 1900–1929 Laziště 2. díl bylo osadou obce Probulov v okrese Písek.

## Pamětihodnosti
- Kaple se zvonicí a zadní obytnou částí nad obcí jižním směrem.[8]